# Paibiano
Il Paibiano, una volta denominato Cambriano V è una età della scala dei tempi geologici, che fa parte del Furongiano del periodo Cambriano.
 Si estende da 497 Ma a 494,2 Ma.

## Etimologia
Il nome deriva dalla pianura di Paibi, nella provincia cinese dello Hunan.

## Contenuto fossilifero e fauna
Comparvero i primi vertebrati. Gli Anomalocaris erano i principali predatori. Iniziò l'estinzione di massa Cambriano-Ordoviciano.